# باشگاه فوتبال مالاکاتیکو
باشگاه فوتبال دپورتیوو مالاکاتکو یک باشگاه فوتبال حرفه‌ای گواتمالایی است که در مالاکاتان، سان مارکوس واقع شده است.
آنها بازی‌های خانگی خود را در ورزشگاه سانتا لوسیا انجام می‌دهند. آنها در لیگ ناسیونال، بالاترین سطح فوتبال گواتمالا، رقابت می‌کنند.